# Vicent Josep Escartí i Soriano
Vicent Josep Escartí i Soriano (Algemesí, la Ribera Alta, 16 de febrer de 1964) és un escriptor valencià. Es llicencià en filologia catalana i en història medieval. És professor del departament de filologia catalana a la Universitat de València, i ha col·laborat al diari Levante i a la revista Saó. Guanyà el Premi Andròmina de narrativa el 1996.

## Obres
Narrativa
- Barroca mort (1988)

Novel·la
- Dies d'ira (1992) Premi de Novel·la Ciutat d'Alzira[1]
- Els cabells d'Absalom (1996)
- Espècies perdudes (1997) Premi Andròmina de narrativa
- Nomdedéu (2002)
- Naumaquia (2004)
- L'abellerol mort (2009) Premi Blai Bellver de narrativa
- El mas de les ànimes (2019) Premi Enric Valor de Novel·la en Valencià

Estudis literaris
- Memòria privada. Literatura memorialística valenciana dels segles XV al XVIII (1998)